# 亚伦·布朗
亚伦·布朗（英語：Aaron Brown，1992年5月27日—）是一名参加100米赛跑和200米赛跑的加拿大短跑运动员。他曾代表加拿大在巴西里约热内卢进行的2016年夏季奥林匹克运动会和日本東京进行的2020年夏季奥林匹克运动会上获得男子4×100米接力铜牌。他也在2013年和2015年世界田径锦标赛上各获得一枚铜牌。